# Hacquin
Hacquin est un savant juif du Moyen Âge, connu pour ses missions secrètes chargées par les ducs de Bourgogne.

## Biographie
Né probablement vers 1340-1350, il est l'un des médecins du duc de Bourgogne, Philippe le Hardi de 1384 a 1404. Puis, il est médecin de son fils, Jean sans Peur de 1410 à 1419,.
Il était mariée à une Juive du nom de Françoise.
En 1416, il réside à Chalon-sur-Saône. En 1417, il lui est octroyé une pension a vie,.

## Pour approfondir